# Березівка (зупинний пункт)
Березівка — пасажирський залізничний зупинний пункт Знам'янської дирекції Одеської залізниці на лінії Павлиш — Користівка між зупинним пунктом 309 км та станцією Користівка. Розташований біля села Березівка Олександрійського району Кіровоградської області.
2008 року зупинний пункт електрифіковано змінним струмом (~25 кВ) в складі дільниці Кременчук — Користівка.

## Пасажирське сполучення
На зупинному пункті Березівка здійснюють зупинку потяги приміського сполучення.